# Estación de Tolosa
La estación de Tolosa es una estación ferroviaria situada en el municipio español homónimo en la provincia de Guipúzcoa, comunidad autónoma del País Vasco. Es la principal estación de la localidad que también cuenta con un apeadero llamado Tolosa-Centro.
Ofrece servicios de Larga Distancia y Media Distancia. Además, forma parte la línea C-1 de la red de Cercanías San Sebastián operada por Renfe. 

## Situación ferroviaria
La estación se encuentra en el punto kilométrico 596,907 de la línea férrea de ancho convencional que une Madrid con Hendaya a 80,36 metros de altitud. El tramo es de vía doble y está electrificado.

## Historia
La estación fue inaugurada el 1 de septiembre de 1863 con la puesta en marcha del tramo Beasáin-San Sebastián de la línea radial Madrid-Hendaya. Su explotación inicial quedó a cargo de la Compañía de los Caminos de Hierro del Norte de España quien mantuvo su titularidad hasta que en 1941 fue nacionalizada e integrada en la recién creada RENFE. Desde el 31 de diciembre de 2004 Renfe Operadora explota la línea mientras que Adif es la titular de las instalaciones ferroviarias.

## Servicios ferroviarios

### Larga Distancia
Un Alvia diario en ambos sentidos enlaza con Madrid.

### Media Distancia
Los trenes de Media Distancia de Renfe la unen con Vitoria y Miranda de Ebro gracias a su línea 25. También existen conexiones con Madrid

### Cercanías
El grueso del tráfico ferroviario de la estación lo forman los trenes de cercanías de la línea C-1 que une Irún con Brínkola vía San Sebastián.